# Just Inès
Just Inès ist ein britischer Film von Marcel Grant aus dem Jahr 2010. Der Film zeigt die Geschichte von Tom Jackson, der nach einer Gefängnisstrafe versucht, ein besserer Mensch zu werden. Das schafft er jedoch nur durch eine neue Gestalt in seinem Leben, seine mysteriöse Nachbarin Inès, gespielt von der französischen Schauspielerin Caroline Ducey. Tom wird interpretiert vom britischen Schauspieler Daniel Weyman, der vor allem aus dem Londoner Theater bekannt ist.
Der Film wurde in London und Frankreich von der Produktionsfirma Dancing Brave Pictures gedreht. Er feierte seine Weltpremiere auf dem Internationalen Filmfestival Mannheim-Heidelberg und wurde daraufhin auch beim Cairo International Film Festival aufgeführt. In den USA wird der Film momentan von Synkronized vertrieben.

## Handlung
Der Film zeigt zu Beginn Ausschnitte aus Toms derzeitigem Leben. Er ist ein Geschäftsmann, verloren in seiner materiellen und oberflächlichen Welt. Zudem betrügt er seine Frau mit einer Geliebten, die seinen Lebensstil scharf verurteilt. Seine Frau erfährt von der Affäre und droht, Tom zu verlassen. Daraufhin verliert er die Kontrolle und schlägt sie brutal zusammen. Er muss für sechs Monate ins Gefängnis.
Nach der Haft verbringt er Zeit mit seiner Mutter und seinem Bruder, die in einem Wohnmobil in der Abwesenheit des früh verstorbenen Vaters leben. Er beschließt, nach London zu ziehen. Nachdem anfängliche Probleme mit dem Immobilienmakler wegen seiner Haft geklärt sind, zieht er in eine karge Wohnung im Londoner Stadtteil Bloomsbury.
Selbstzweifel und Einsamkeit sind nun der Inhalt seiner Tage. Schließlich freundet er sich mit einem Mädchen namens PJ an, und durch sie bekommt Tom etwas Wärme und Farbe in sein Leben zurück. Doch dann trifft er seine attraktive Nachbarin Inès. Eine zarte Verbindung entsteht zwischen den beiden.
Diese ruhige und mysteriöse Frau interessiert Tom. Als er letztendlich Details über ihre Geschichte erfährt, bringt das auch seine eigenen Probleme wieder in die richtige Perspektive. Trotz des Schmerzes gibt es doch immer Hoffnung.